# Asthenotricha polydora
Asthenotricha polydora là một loài bướm đêm trong họ Geometridae.